# Институт исламского искусства имени Л. А. Майера
Институ́т исла́мского иску́сства им. Л. А. Ма́йера (англ. L. A. Mayer Institute for Islamic Art; ивр. מוזיאון ל. א. מאיר לאמנות האסלאם‎) — музей в Иерусалиме (Израиль), расположенный в иерусалимском районе Катамон. Музей был основан в 1974 году. Основная экспозиция располагает коллекциями исламской керамики, текстиля, ювелирных украшений, предметов культа и других произведений искусства.

## История
Музей был основан Верой Брайс Саломонс, дочерью сэра Дэвида Лионела Саломонса, в память о её преподавателе — Лео Арье Майере, который был профессором исламского искусства и ректором Еврейского университета в Иерусалиме. Лео Арье Майер умер в 1959 году.
В девяти галереях музея, расположенных в хронологическом порядке, представлены результаты исследования религии и искусства исламской цивилизации. В дополнение к частной коллекции Майера, в музее хранятся антикварные шахматные фигуры, домино и игральные карты; кинжалы, мечи, шлемы, текстильные изделия, ювелирные украшения, изделия из стекла, керамики, изготовленные в исламских странах — от Испании до Индии. Коллекция исламских ковров была добавлена в 1999 году.

## Коллекция редких часов
В экспозиции музея представлены настенные часы Дэвида Саломонса и коллекция наручных часов. Саломонс был племянником первого еврейского лорд-мэра Лондона.

### Ограбление 1983 года
15 апреля 1983 года в результате ограбления музея были украдены около двухсот предметов, включая картины и десятки редких часов. Среди украденных ценностей были наручные часы, известные как «Мария-Антуанетта», часто называемые «Моной Лизой наручных часов», — жемчужина коллекции. Часы, изготовленные знаменитым французско-швейцарским мастером Абрахамом-Луи Бреге, по общему мнению, для королевы Марии-Антуанетты и оценивающиеся в 30 млн долл. США, были частью уникальной коллекции из 57 часов «Breguet», переданной в дар музею одним из ведущих экспертов одноимённой фирмы — дочерью сэра Дэвида Лионеля Саломонса.
Результаты экспертизы, проведённой на месте происшествия, привели к предположению, что оно было совершено, по меньшей мере, четырьмя грабителями, но в конце 2000-х годов израильская полиция арестовала Наамана Диллера, который уже совершил ряд краж и банковских взломов в 1960-х и 1970-х годах. Диллер действовал в одиночку, обнаружив, что сигнализация в музее не работала, а охранник находился в передней части здания. Действуя под прикрытием за припаркованным грузовиком, Диллер использовал лом в качестве рычага. Экспонаты, которые он не смог извлечь за один приём, были демонтированы и извлечены по частям. Большинство из украденных вещей Диллер вложил в депозитные сейфы Европы и США, а затем поселился в Лос-Анджелесе.
Дело оставалось нераскрытым в течение более чем 20 лет. В августе 2006 года тель-авивский оценщик антиквариата связался с музеем и сообщил, что некоторые из украденных предметов хранятся у адвоката из Тель-Авива, клиентка которого унаследовала их от своего покойного мужа и хотела бы продать их музею. Оригинальная запрашиваемая цена составляла 2 млн долл. США, но в результате переговоров сошлись на $35.000.
Среди возвращённых предметов была «Мария Антуанетта» и ценные часы «Очарование», также изготовленные Бреге. В ходе дальнейшего поиска были обнаружены документы, которые привели к депозитным сейфам, принадлежащим Диллеру в Израиле, Германии, Нидерландах и Соединённых Штатах. Клиентка по имени Нили Шамрат, на которой Диллер женился в 2003 году, была известна полиции. Она сообщила, что незадолго до смерти в 2004 году муж рассказал ей об ограблении и посоветовал продать коллекцию. Шамрат была арестована в мае 2008 года после обыска, произведённого израильскими и американскими следователями, которые обнаружили несколько пар украденных часов, некоторые редкие картины XVIII века и карточки каталога с названиями часов и их производителей.
18 ноября 2008 года, следователи французской и израильской полиции обнаружили ещё 43 пары украденных часов в двух банковских сейфах во Франции. В настоящее время восстановлено 96 из 106 пар редких часов, украденных в 1983 году.
3 апреля 2010 года Шамрат была приговорена к 300 часам общественных работ и приблизительно к пяти годам лишения свободы условно за хранение краденого имущества.

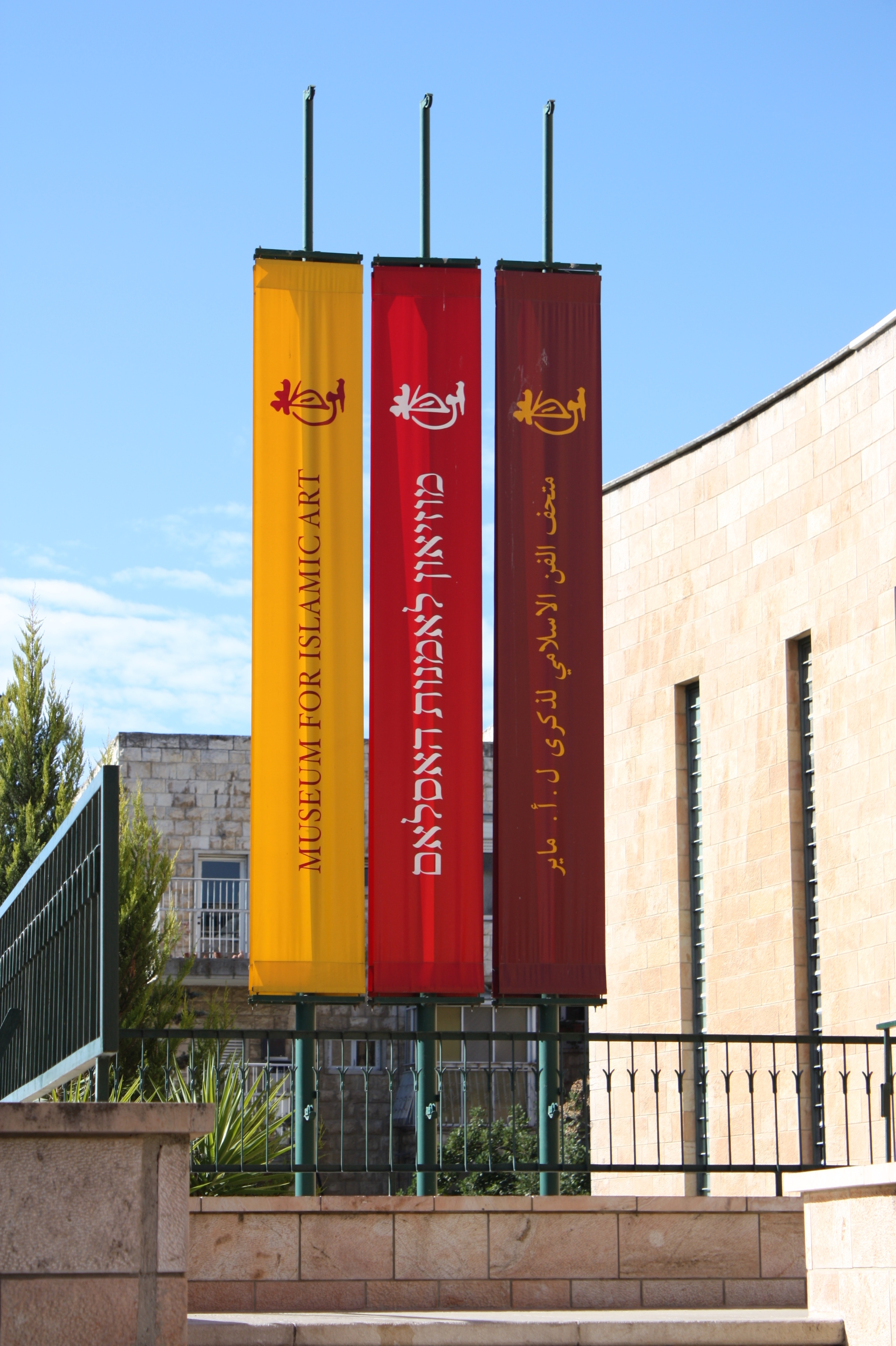
Эмблема музея с надписью на трёх языках

## Современное арабское искусство
В 2008 году в Институте им. Л. А. Майера открылась выставка современного арабского искусства, впервые организованная арабским куратором. В выставке приняли участие тринадцать арабских художников.